# Rolling Papers
Rolling Papers – trzeci studyjny album amerykańskiego rapera Wiza Khalify. Został wydany 29 marca 2011 roku nakładem wytwórni Atlantic Records i Rostrum Records.

## Single
Pierwszym singlem promującym album został „Black and Yellow”, wyprodukowany przez zespół producencki Stargate. Singiel stał się najlepiej sprzedającym utworem w 2010 r., sprzedano około 2 milionów egzemplarzy. Drugim singlem był utwór „Roll Up”, a trzecim „No Sleep”. Do wszystkich utworów powstały teledyski. Na albumie występuje tylko trzech gości – Too Short, Chevy Woods i Currensy.

## Sprzedaż
Album zadebiutował na 2. miejscu notowania Billboard 200, sprzedając się w ilości 197 000 egzemplarzy w pierwszym tygodniu. Uplasował się także na 1. miejscu notowań Top R&B/Hip-Hop Albums i Top Rap Albums.

## Lista utworów
| Nr | Tytuł                              | Goście      | Producent                        | Czas |
| -- | ---------------------------------- | ----------- | -------------------------------- | ---- |
| 1  | „When I’m Gone”                    |             | I.D. Labs                        | 4:08 |
| 2  | „On My Level”                      | Too Short   | Jim Jonsin                       | 4:32 |
| 3  | „Black and Yellow”                 |             | Stargate                         | 3:37 |
| 4  | „Roll Up”                          |             | Stargate, Finatik Beatz          | 3:47 |
| 5  | „Hopes & Dreams”                   |             | Brandon Carrier                  | 3:58 |
| 6  | „Wake Up”                          |             | StarGate                         | 3:46 |
| 7  | „The Race”                         |             | I.D. Labs                        | 5:35 |
| 8  | „Star of the Show”                 | Chevy Woods | I.D. Labs                        | 4:46 |
| 9  | „No Sleep”                         |             | Benny Blanco, Detail             | 3:11 |
| 10 | „Get Your Shit”                    |             | I.D. Labs                        | 4:36 |
| 11 | „Top Floor”                        |             | A. "Pop” Wansel, W. "Oak” Felder | 3:42 |
| 12 | „Fly Solo”                         |             | I.D. Labs                        | 3:20 |
| 13 | „Rooftops”                         | Currensy    | Bei Maejor, Clinton Sparks (co.) | 4:20 |
| 14 | „Cameras”                          |             | I.D. Labs                        | 4:29 |
| 15 | „Taylor Gang” (iTunes Bonus Track) | Chevy Woods | Lex Luger                        | 5:35 |

## Certyfikaty i sprzedaż
| Kraj                     | Certyfikat         | Sprzedaż   |
| ------------------------ | ------------------ | ---------- |
| Dania (IFPI Danmark)     | złota płyta        | 10 000+    |
| Kanada (MC)              | złota płyta        | 40 000+    |
| Stany Zjednoczone (RIAA) | 2x platynowa płyta | 2 000 000+ |
| Wielka Brytania (BPI)    | srebrna płyta      | 60 000+    |